# 세상밖으로 (음악 그룹)
세상밖으로는 2015년에 싱글 《세상밖으로》로 데뷔한 대한민국의 음악 그룹이다.

## 방송
- 오피스 아이돌 (2008)

## 음반
- 세상밖으로 (아리랑 이별가) (2015)
- 가장 후회할 이별 (2018)

## 공연
- 송도 도시축전 (2009)

## 수상
- 제2회 평택 전국 밴드경연대회 특별상 (2012)